# آبشار استهبان
آبشار استهبان نام یکی از جاذبه‌های دیدنی شهرستان استهبان در استان فارس می‌باشد.
این آبشار در جنوب شهرستان استهبان و در فاصله ۱۷۰ کیلومتری شیراز قرار دارد. آب آن از یک رشته قنات دارای چندین حلقه چاه بسیار عمیق در دامنه کوه‌های جنوبی آن تأمین می‌شود. در گذشته نه چندان دور آب این قنات قدیمی در مسیر خود چندین آسیاب آبی را بکار می انداخته که هنوز هم آثار آن‌ها باقیست. امروزه انتهای مسیر آبشار سنگچین شده‌است. همچنین دو آبشار دیگر بنام لای تاریک و سلطان شهباز در این شهرستان قراردارد.
آبشار استهبان یکی از زیباترین آبشارهای منطقه است. این آبشار در سال ۱۳۳۵ خورشیدی به همت حقیقت بخشدار آن زمان استهبان و به معماری حاج حسین بنا (معمارپور) و سنگ تراشی حاج احمد علی دژ ساخته شده‌است. دارای شانزده پله می‌باشد  که با ریزش مداوم آبی زلال و گوارا که از چشمه‌های کوه‌های استهبان جاری می‌شود، زیبایی و طراوت خاصی بدانجا بخشیده است. این آبشار در سمت جنوبی استهبان در حاشیه بلوار قرار دارد. مسافرانی که راهی طولانی در پیش دارند و عازم سیرجان، بندرعباس، کرمان و زاهدان هستند ساعتی توقف نموده و خستگی راه را از تن بیرون می‌کنند. آبشار استهبان به جای آسیاب سومی و با استفاده از جدول تنوره آن در محوطه باغ ملی ساخته شده‌است